# Kerk van Eenum
De kerk van Eenum is een van de oudste bakstenen kerken in de Nederlandse provincie Groningen. De romaanse kerk staat op een wierde midden in het kleine dorp Eenum in de gemeente Eemsdelta.

## Beschrijving
Het kerkje werd gebouwd in het laatste kwart van de 12e eeuw. Oorspronkelijk had de kerk een halfronde apsis, maar deze is in 1845 afgebroken. De kerktoren dateert uit 1710; eerder had de kerk een dakruiter. De toren staat een meter uit het lood, waarschijnlijk veroorzaakt door het gedeeltelijk afgraven van de wierde.
De luidklok in de toren is vervaardigd in 1410 en komt uit de toren van de kerk van Oosternieland. Toen deze toren werd afgebroken is de klok in 1823 verkocht aan de kerk van Eenum.
De preekstoel dateert uit 1654 en heeft een gesneden kuip. In de kerk zijn een grafzerk en (aan de noordwand) een gedenksteen uit 1742 aanwezig van Reint Alberda, borgheer te Eenum en lid van het Groningse geslacht Alberda. In 1845 werd de halfronde absis afgebroken en kreeg de kerk een rechte sluiting. Ook kreeg de kerk toen haar huidige interieur. Omdat de overhellende toren het kerkgebouw dreigde mee te trekken werd in 1975 besloten de kerk te restaureren. De toren kreeg daarbij een paalfundering van 11 meter diep, waarop een funderingsplaat werd gestort om verder hellen te voorkomen.
Nadat de middeleeuwse kerk in 2014 hersteld was van schade door bodemdaling en aardschokken, veroorzaakt door aardgaswinning in dit deel van Groningen, zorgde een volgende aardbeving in februari 2015 voor nieuwe schade.

### Orgel
Het orgel is in 1704 gebouwd door Arp Schnitger, althans waarschijnlijk onder zijn verantwoordelijkheid door zijn meesterknecht Johannes Radeker. Het eenklaviers instrument kreeg tien registers. In de loop der jaren was het in onderhoud bij bekende orgelbouwers als Albertus Antoni Hinsz, Heinrich Hermann Freytag (die een aangehangen pedaal toevoegde) en diens zoon Herman Eberhard Freytag. In de jaren vanaf 1845 heeft Petrus van Oeckelen de dispositie gewijzigd om het orgel aan te passen aan de 19e-eeuwse smaak, waarna Jan Doornbos daarmee verderging in 1891. 
Het orgel had zodanig geleden van de kerkrestauratie van 1977, dat het in de jaren 1983-1988 in de orgelmakerij Reil te Heerde grondig werd gerestaureerd en teruggebracht in de oorspronkelijke staat. De 19e-eeuwse wijzigingen van Van Oeckelen en Doornbos zijn daarbij ongedaan gemaakt, behalve de windvoorziening die Jan Doornbos in 1891 plaatste. De dispositie met tien registers is weer zoals in de tijd van Schnitger, waarbij Reil enkele registers heeft moeten reconstrueren. De tremulant komt overeen met die van H.H. Freytag. Ook diens aangehangen pedaal is gehandhaafd.

## Afbeeldingen

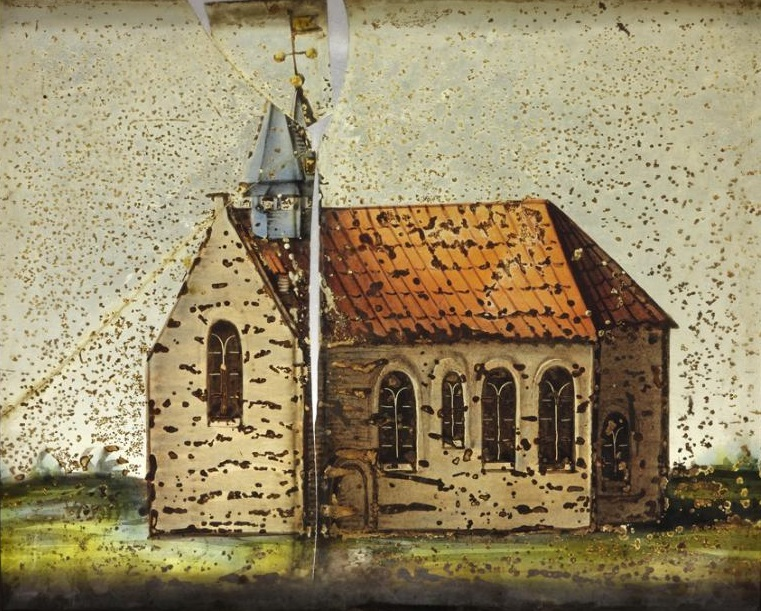
Glas-in-loodraam uit de kerk van Eenum met de beeltenis van de kerk vóór 1701, toen er een toren tegenaan gebouwd werd. Het glas werd in 1915 in bruikleen gegeven aan het Groninger Museum.
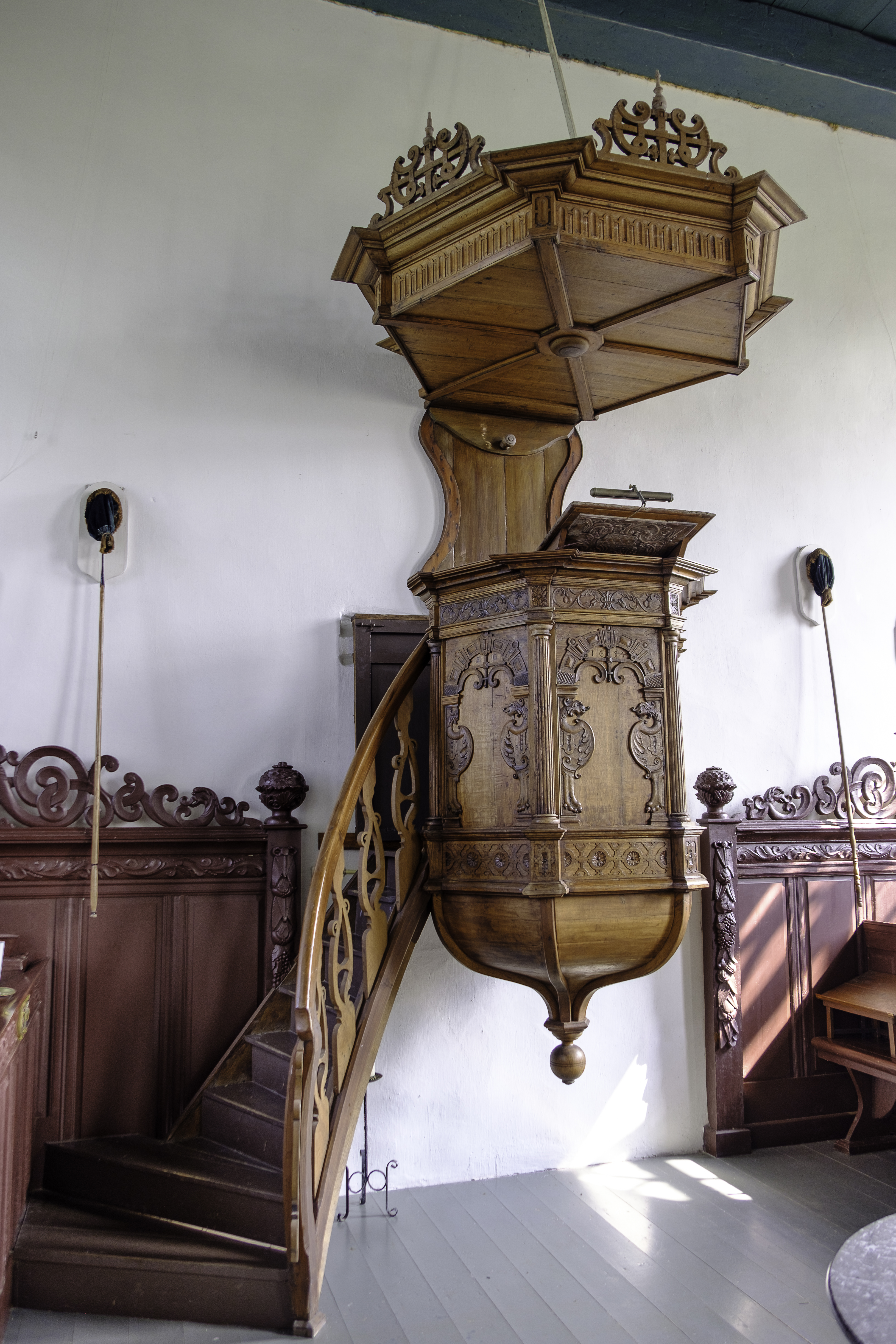
Preekstoel
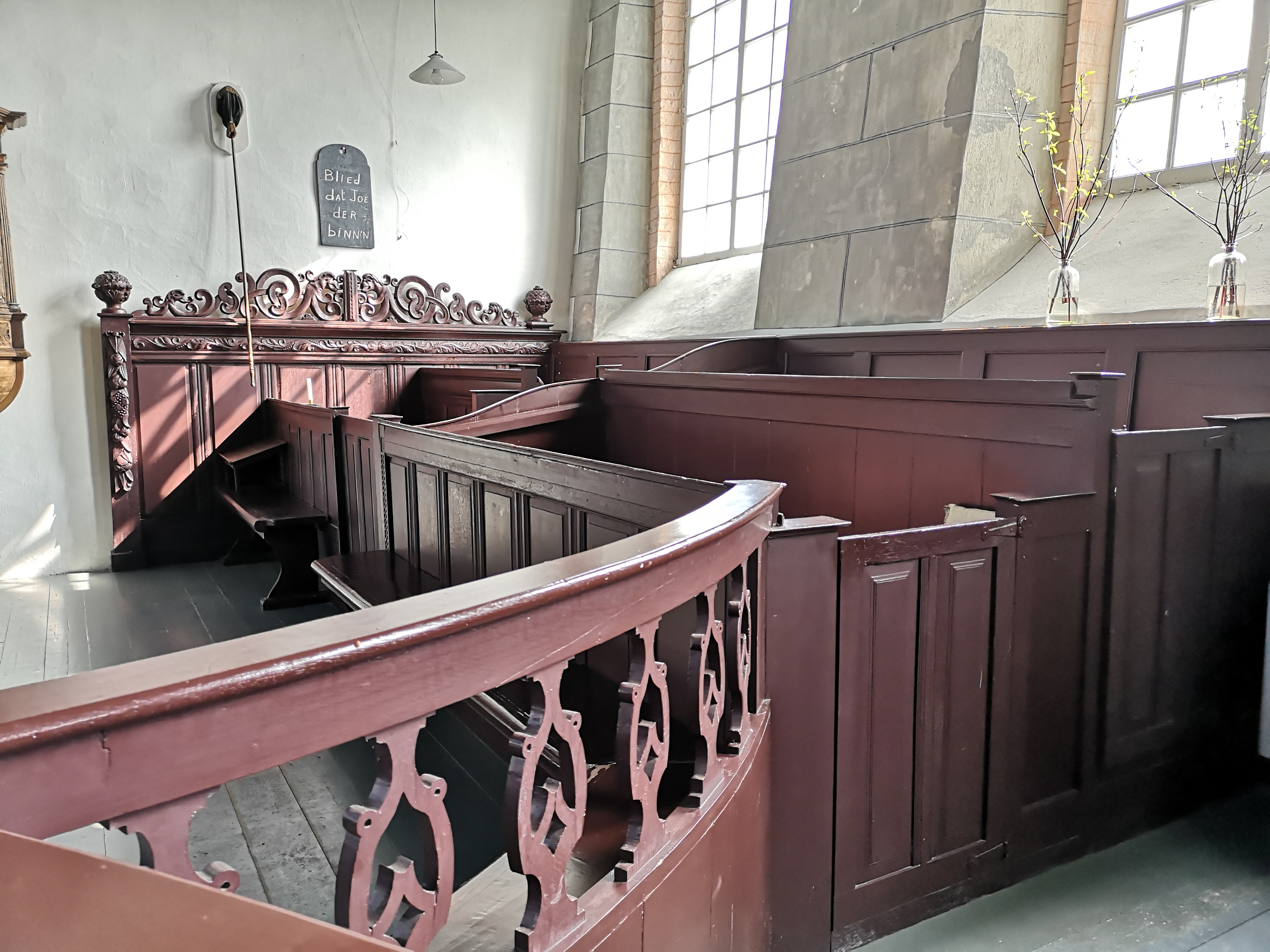
Herenbank
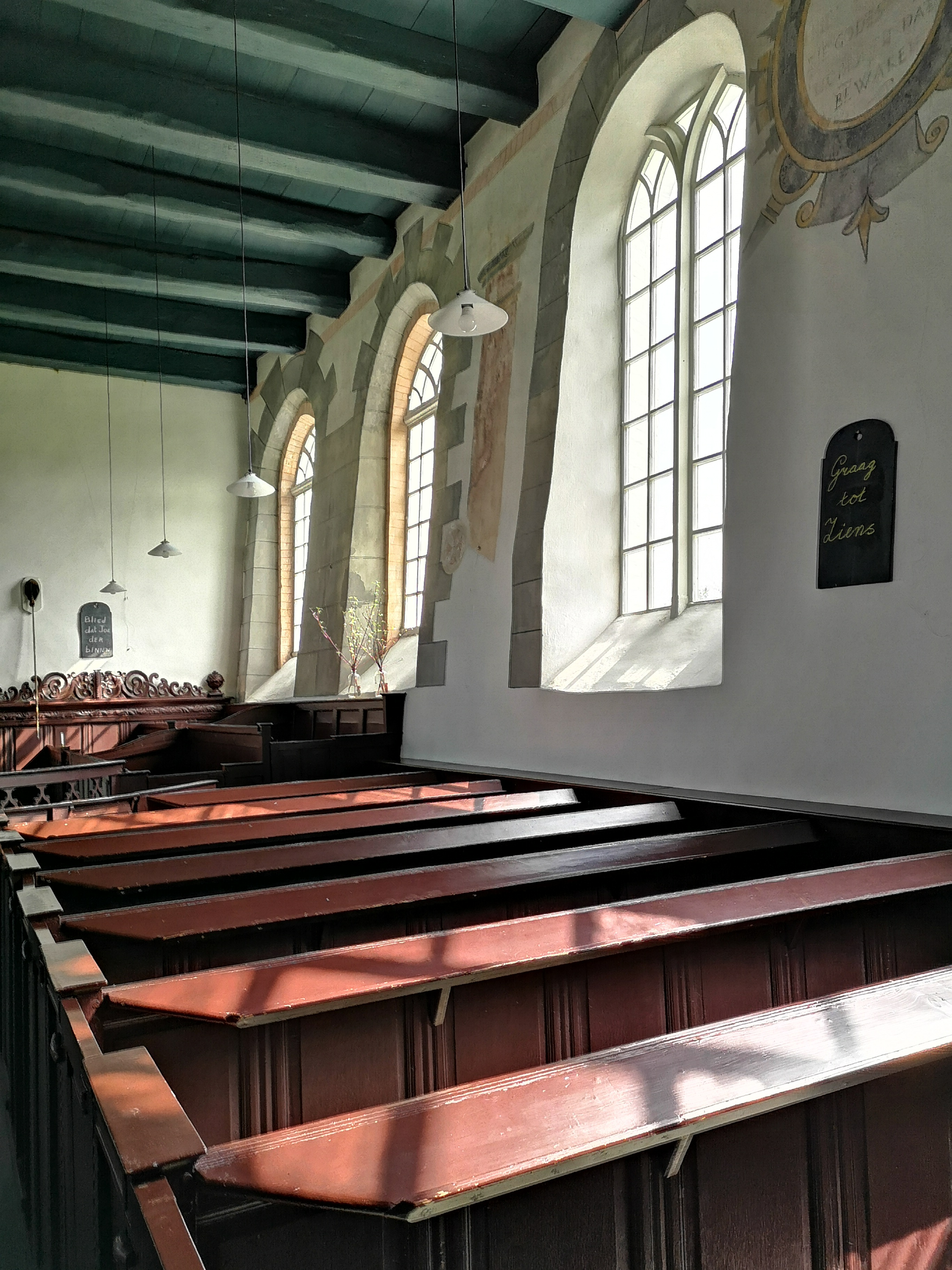
Vensters met lijstversieringen
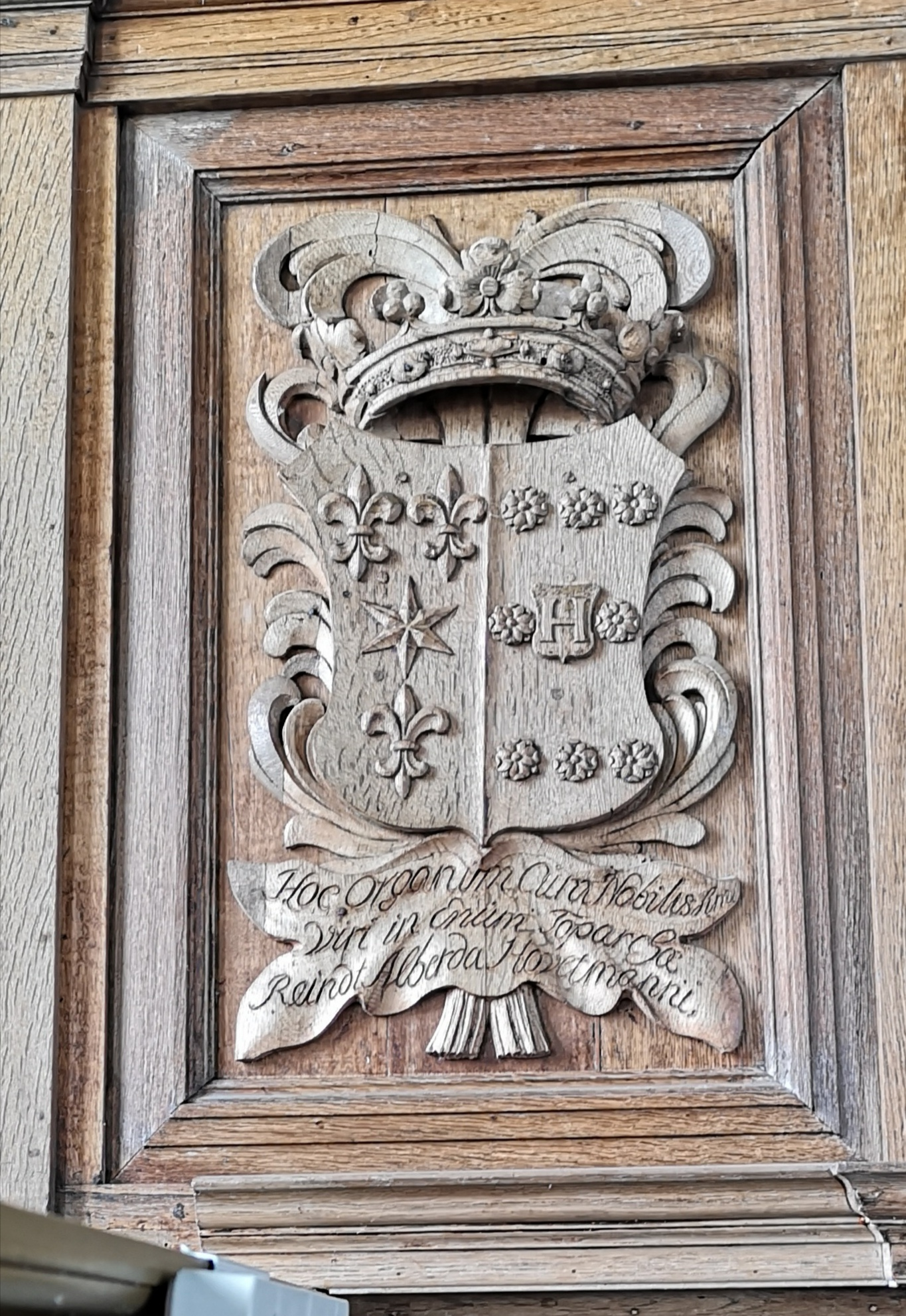
Wapen op het orgel
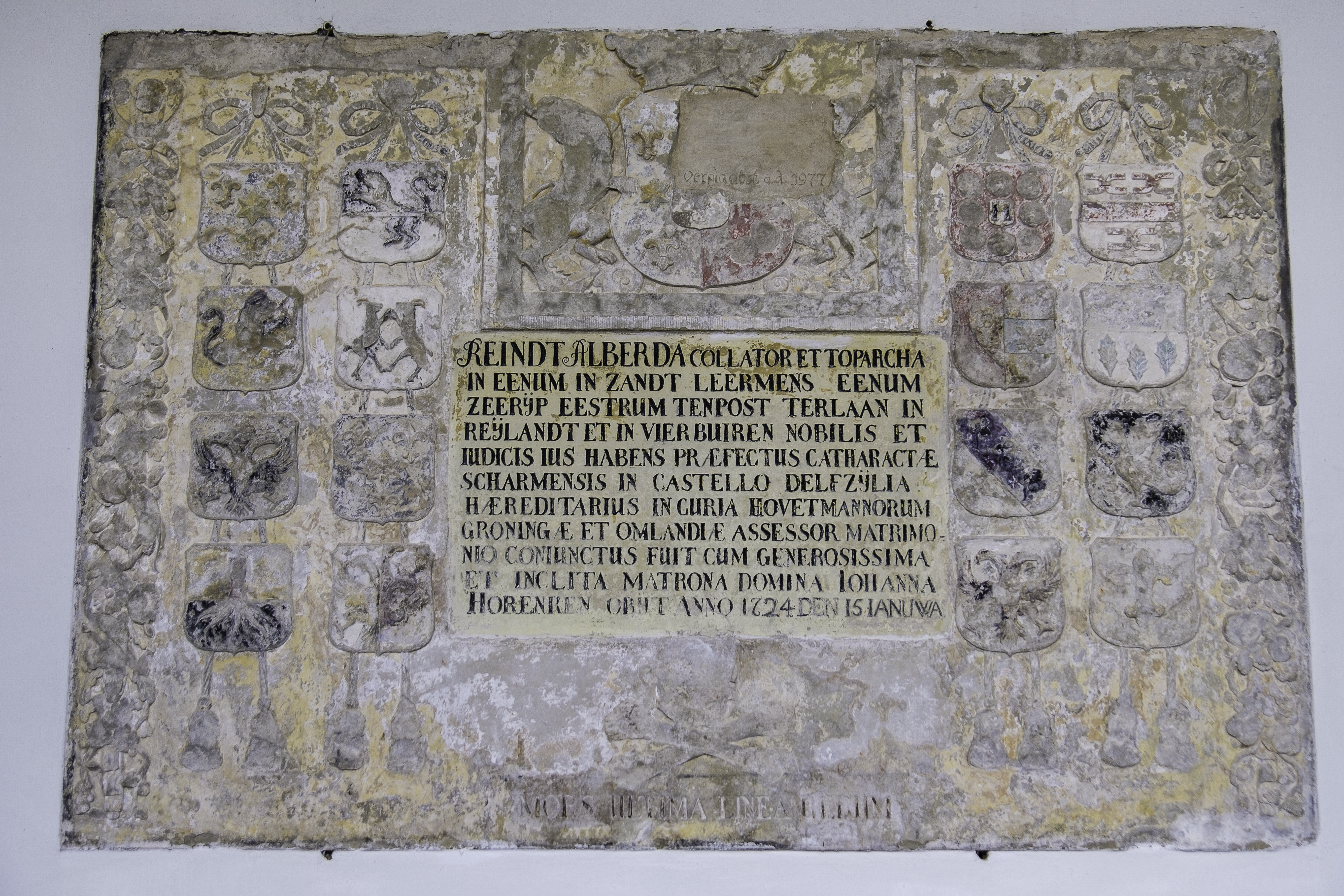
Epitaaf voor jonker Reint Alberda uit 1724